# Khuyến mãi
Khuyến mãi là hoạt động của người bán nhằm thúc đẩy khách hàng tăng cường việc mua sắm, sử dụng hàng hoá, dịch vụ của người bán bằng cách dành cho khách hàng những lợi ích nhất định.

## "Khuyến mãi" hay "khuyến mại"?
Từ tố Hán Việt mại (chữ Hán: 賣) có nghĩa là bán, còn từ tố Hán Việt mãi (chữ Hán: 買) có nghĩa là mua. Một số người vì không hiểu nghĩa của hai từ tố Hán Việt mãi và mại và vì mãi và mại có âm thanh gần giống nhau (chỉ khác nhau về thanh điệu) nên bị lẫn lộn giữa mãi và mại, khuyến mãi bị gọi nhầm thành khuyến mại.

## Mục đích của doanh nghiệp và tác động đến người tiêu dùng
Khuyến mãi mang nghĩa là "khuyến khích mua hàng hoá, dịch vụ", do đó mục đích chính của khuyến mãi là kích cầu tiêu dùng, thúc đẩy người tiêu dùng mua và mua nhiều hơn các hàng hoá, dịch vụ mà doanh nghiệp cung cấp hoặc phân phối.
Ngoài ra, hoạt động khuyến mãi còn nhằm mục đích quảng bá thương hiệu sản phẩm và doanh nghiệp.
Theo nghiên cứu của hãng nghiên cứu thị trường Nielsen tại báo cáo thường niên "Xu hướng tiêu dùng", trong đó tìm hiểu về hoạt động mua sắm của người tiêu dùng Việt Nam tại 4 thành phố lớn là Thành phố Hồ Chí Minh, Hà Nội, Đà Nẵng và Cần Thơ, thực hiện tháng 10-11 năm 2010 trên cơ sở phỏng vấn 1.500 người độ tuổi từ 18 tới 65, những người thường mua sắm và ra quyết định mua hàng chủ yếu trong gia đình, thì kết quả cho thấy: 87% người Việt Nam sẵn sàng mua hàng khuyến mãi, trong khi tỷ lệ bình quân khu vực chỉ là 68%; 56% người tiêu dùng Việt Nam hay tìm các sản phẩm khuyến mãi khi đang đi mua sắm, so với mức 38% của khu vực

## Quy định về khuyến mãi trong pháp luật Việt Nam
Trong Luật Thương mại năm 2005, Nghị định 37/2006/NĐ-CP Quy định chi tiết Luật thương mại về hoạt động xúc tiến thương mại, khuyến mãi bị gọi nhầm là khuyến mại. Sau đó khi thay thế bằng Nghị định số 81/2018/NĐ-CP Quy định chi tiết Luật thương mại về hoạt động xúc tiến thương mại của Chính phủ Việt Nam, thuật ngữ này chưa được sửa đổi.

### Các hình thức khuyến mãi
Theo các thông tin của Bộ Công Thương Việt Nam, về cơ bản, nội dung quản lý các hoạt động khuyến mại của pháp luật Việt Nam được tham khảo từ các quy định trong luật của EU.
Theo Luật Thương mại năm 2005 của Việt Nam, các hình thức khuyến mãi bao gồm:
1. Dùng thử hàng mẫu miễn phí: Đưa hàng hoá mẫu, cung ứng dịch vụ mẫu để khách hàng dùng thử không phải trả tiền.
2. Tặng quà: Tặng hàng hoá cho khách hàng, cung ứng dịch vụ không thu tiền.
3. Giảm giá: Bán hàng, cung ứng dịch vụ với giá thấp hơn giá bán hàng, giá cung ứng dịch vụ trước đó, được áp dụng trong thời gian khuyến mãi đã đăng ký hoặc thông báo. Trường hợp hàng hóa, dịch vụ thuộc diện Nhà nước quản lý giá thì việc khuyến mãi theo hình thức này được thực hiện theo quy định của Chính phủ.
4. Tặng phiếu mua hàng: Bán hàng, cung ứng dịch vụ có kèm theo phiếu mua hàng, phiếu sử dụng dịch vụ để khách hàng được hưởng một hay một số lợi ích nhất định.
5. Phiếu dự thi: Bán hàng, cung ứng dịch vụ có kèm phiếu dự thi cho khách hàng để chọn người trao thưởng theo thể lệ và giải thưởng đã công bố.
6. Các chương trình may rủi: Bán hàng, cung ứng dịch vụ kèm theo việc tham dự các chương trình mang tính may rủi mà việc tham gia chương trình gắn liền với việc mua hàng hóa, dịch vụ và việc trúng thưởng dựa trên sự may mắn của người tham gia theo thể lệ và giải thưởng đã công bố.
7. Tổ chức chương trình khách hàng thường xuyên: theo đó việc tặng thưởng cho khách hàng căn cứ trên số lượng hoặc trị giá mua hàng hóa, dịch vụ mà khách hàng thực hiện được thể hiện dưới hình thức thẻ khách hàng, phiếu ghi nhận sự mua hàng hoá, dịch vụ hoặc các hình thức khác.
8. Chương trình văn hóa, nghệ thuật, giải trí: Tổ chức cho khách hàng tham gia các chương trình văn hóa, nghệ thuật, giải trí và các sự kiện khác vì mục đích khuyến mãi.

Trong thực tế, các hình thức này được các doanh nghiệp áp dụng khá linh hoạt và có sự kết hợp giữa nhiều hình thức một lúc, như vừa giảm giá vừa tặng quà, vừa giảm giá vừa bốc thăm trúng thưởng, giảm giá hoặc tặng quà trong những "giờ vàng mua sắm" nhất định trong ngày (thường là giờ thấp điểm để kích thích tiêu dùng)... Giảm giá thường là hình thức được các doanh nghiệp áp dụng nhiều nhất. Ngoài ra một hình thức khuyến mãi xuất hiện lần đầu ở Mỹ, sau đó phát triển tại thị trường Anh và các nước châu Âu, châu Á, hiện đã có mặt tại Việt Nam đó là Cash Back (Hoàn lại tiền).

### Quy định nhằm đảm bảo nguyên tắc khuyến mãi

#### Nguyên tắc
1. Trung thực, công khai, minh bạch: Chương trình khuyến mãi phải được thực hiện hợp pháp, trung thực, công khai, minh bạch và không được xâm hại đến lợi ích hợp pháp của người tiêu dùng, của các thương nhân, tổ chức hoặc cá nhân khác.
2. Không phân biệt đối xử: Không được phân biệt đối xử giữa các khách hàng tham gia chương trình khuyến mãi trong cùng một chương trình khuyến mãi.
3. Hỗ trợ khách hàng: Thương nhân thực hiện chương trình khuyến mãi phải bảo đảm những điều kiện thuận lợi cho khách hàng trúng thưởng nhận giải thưởng và có nghĩa vụ giải quyết rõ ràng, nhanh chóng các khiếu nại liên quan đến chương trình khuyến mãi (nếu có).
4. Chất lượng hàng hóa, dịch vụ: Thương nhân thực hiện khuyến mãi có trách nhiệm bảo đảm về chất lượng hàng hóa, dịch vụ được khuyến mãi và hàng hóa, dịch vụ dùng dùng để khuyến mãi.
5. Không lạm dụng lòng tin: Không được lợi dụng lòng tin và sự thiếu hiểu biết, thiếu kinh nghiệm của khách hàng để thực hiện khuyến mãi nhằm phục vụ cho mục đích riêng của bất kỳ thương nhân, tổ chức hoặc cá nhân nào.
6. Cạnh tranh lành mạnh: Việc thực hiện khuyến mãi không được tạo ra sự so sánh trực tiếp hàng hóa, dịch vụ của mình với hàng hóa, dịch và của thương nhân, tổ chức hoặc cá nhân khác nhằm mục đích cạnh tranh không lành mạnh.
7. Không khuyến mãi thuốc chữa bệnh: Không dược dùng thuốc chữa bệnh cho người, kế cả các loại thuốc đã được phép lưu thông để khuyến mãi trừ trường hợp khuyến mãi cho các thương nhân kinh doanh thuốc (theo NĐ 68/2009/NĐ-CP ngày 1/10/2009)

#### Một số quy định chủ yếu
Khi áp dụng các hoạt động khuyến mãi trong thực tiễn, đã có nhiều vấn đề nảy sinh. Để tránh việc khách hàng bị thiệt hại về quyền lợi khi tham gia các chương trình khuyến mãi, các nhà soạn luật đã có những chỉnh lý thích hợp để đảm bảo nguyên tắc khi thực hiện khuyến mãi.

#### Thời hạn giảm giá
Nhiều doanh nghiệp khi niêm yết giá đề là giá được giảm 20% hay 30%, nhưng bảng đó được yết quanh năm, với mức giá là một con số tuyệt đối không thay đổi. Như vậy giá đó là giá bán thật, không phải là giá giảm và hành vi này được coi là lừa dối khách hàng. Bởi vậy, để tránh việc lừa dối khách hàng bằng giảm giả ảo, Nghị định 37 ngày 4/4/2006 của Việt Nam quy định:
Tổng thời gian thực hiện chương trình khuyến mãi bằng cách giảm giá đối với một loại nhãn hiệu hàng hoá, dịch vụ không được vượt quá 90 (chín mươi) ngày trong một năm; một chương trình khuyến mãi không được vượt quá 45(bốn lăm) ngày.
Như vậy, các doanh nghiệp vẫn có thể quanh năm thực hiện giảm giá, nhưng là sự giảm giá luân phiên từng nhóm mặt hàng mà mình kinh doanh vẫn không vi phạm quy định. Hình thức giảm giá luân phiên thường được áp dụng ở các doanh nghiệp có số mặt hàng kinh doanh lớn như các siêu thị; đối với các doanh nghiệp chuyên doanh áp dụng ở mức hạn chế hơn.

#### Mức giảm giá
Để tránh việc doanh nghiệp lợi dụng hình thức khuyến mãi này để bán phá giá hàng hóa, dịch vụ, pháp luật quy định:
Mức giảm giá tối đa đối với hàng hoá, dịch vụ được khuyến mãi không được vượt quá 50% giá hàng hoá, dịch vụ đó ngay trước thời gian khuyến mãi.
Trên thực tế có nhiều doanh nghiệp, vì muốn bán hàng tồn kho hoặc hết thời trang, muốn thực hiện "đại hạ giá" ở mức 60-80%. Do giá bán khuyến mãi chỉ so sánh với giá "ngay trước thời gian khuyến mãi" nên để thực hiện được điều này, doanh nghiệp phải chia làm nhiều chặng thời gian giảm giá (mỗi chặng có thể ngắn, hết chặng đầu có thể nâng lên cao hơn một chút và sau đó lại giảm mạnh ở chặng thứ hai) mà vẫn không trái với quy định.

#### Giá trị của hàng hoá khuyến mãi và hàng hoá dùng để khuyến mãi
Hàng hoá dùng để khuyến mãi là "Hàng hoá, dịch vụ được thương nhân dùng để tặng, thưởng, cung ứng không thu tiền cho khách hàng", tức là hàng tặng kèm khách hàng khi mua hàng. Theo quy định, giá trị vật chất dùng để khuyến mãi cho một đơn vị hàng hóa, dịch vụ được khuyến mãi không được vượt quá 50% giá của đơn vị hàng hoá, dịch vụ được khuyến mãi đó trước thời gian khuyến mãi, trừ các trường hợp giải thưởng trúng thưởng của các chương trình mang tính may rủi.

#### Xử lý giải thưởng không có người trúng
Có những doanh nghiệp khi thực hiện các chương trình may rủi chưa trung thực và minh bạch, như yêu cầu khách hàng sưu tập đủ số nắp chai có in hình các bộ phận chiếc xe đạp để ghép thành chiếc xe sẽ có giải cao nhưng trên thực tế không phát hành đủ các nắp chai có in hết các bộ phận; hoặc thẻ cào trúng thưởng nhưng không phát hành thẻ có giải đặc biệt...
Do dó, có những chương trình khuyến mãi được quảng cáo với giải thưởng rất cao nhưng không có người trúng. Doanh nghiệp "câu" người tiêu dùng mua nhiều hàng để hy vọng trúng giải nhưng cuối cùng không mất chi phí giải thưởng cho khách hàng. Nhằm tránh những chương trình như vậy, pháp luật quy định: 
Giải thưởng không có người trúng thưởng của chương trình khuyến mãi mang tính may rủi phải được trích nộp 50% giá trị đã công bố vào ngân sách nhà nước. Doanh nghiệp hạch toán khoản nộp 50% giá trị giải thưởng không có người trúng thưởng của chương trình khuyến mãi vào chi phí giá thành của doanh nghiệp.
Tuy nhiên, các hình thức cụ thể của khuyến mãi mang tính may rủi khá đa dạng. Do đó, một doanh nghiệp thực hiện chương trình một cách trung thực và minh bạch vẫn có thể xảy ra việc không có người trúng giải (giải cao hoặc thấp) và phải thực hiện nghĩa vụ nộp ngân sách.

### Các hành vi bị cấm trong hoạt động khuyến mãi
Ngoài những quy định có tính tổng quát như cấm khuyến mãi hàng hoá, dịch vụ cấm kinh doanh hoặc chưa được phép lưu thông, cung ứng; hàng hoá kém chất lượng, làm phương hại đến môi trường, sức khoẻ con người; còn những quy định cấm khác:
1. Khuyến mãi hoặc sử dụng rượu, bia để khuyến mãi cho người dưới 18 tuổi.
2. Khuyến mãi hoặc sử dụng thuốc lá, rượu có độ cồn từ 30 độ trở lên để khuyến mãi dưới mọi hình thức.
3. Khuyến mãi thiếu trung thực hoặc gây hiểu lầm về hàng hoá, dịch vụ để lừa dối khách hàng
4. Khuyến mãi tại trường học, bệnh viện, trụ sở của cơ quan nhà nước, tổ chức chính trị, tổ chức chính trị - xã hội, đơn vị vũ trang nhân dân.
5. Hứa tặng, thưởng nhưng không thực hiện hoặc thực hiện không đúng.
6. Khuyến mãi nhằm cạnh tranh không lành mạnh.
7. Thực hiện khuyến mãi mà giá trị hàng hóa, dịch vụ dùng để khuyến mãi vượt quá hạn mức tối đa 50% hoặc giảm giá hàng hóa, dịch vụ được khuyến mãi quá mức tối đa 50%.

## Mùa mua sắmhayTháng khuyến mãi
Để hỗ trợ các doanh nghiệp đồng loạt thực hiện khuyến mãi trong thời gian dài, phục vụ nhu cầu mua sắm của người tiêu dùng và thu hút du lịch ngoài nước, Chính phủ nhiều nước đã tổ chức Mùa mua sắm hoặc Tháng khuyến mãi. Tại các quốc gia như Singapore, Malaysia tổ chức Mùa mua sắm vào 3 tháng hè với mức độ giảm giá và các giải thưởng hấp dẫn từ các doanh nghiệp.
Tại Việt Nam trong những năm gần đây bắt đầu tổ chức Tháng bán hàng khuyến mãi. Sở Thương mại (nay là Sở Công Thương) và Sở Du lịch (nay là Sở Văn hóa thể thao du lịch) Thành phố Hồ Chí Minh tổ chức thực hiện lần đầu tiên năm 2005 vào tháng 9 và từ đó tổ chức đều đặn hàng năm; từ năm 2009 chỉ tổ chức 1 lần vào tháng 9. Sở Thương mại (nay là Sở Công Thương) Hà Nội thí điểm Tuần bán hàng khuyến mãi cuối năm 2006 và sang năm 2007 cũng tổ chức Tháng khuyến mãi lần đầu vào tháng 10; từ năm 2009, Tháng khuyến mãi Hà Nội được tổ chức vào tháng 11.
Khi đứng ra tổ chức, cơ quan chính phủ đóng vai trò tập hợp và phát động các doanh nghiệp cùng làm khuyến mãi trong cùng một thời điểm nhất định trong năm khiến kích thích nhu cầu mua sắm thêm mạnh mẽ từ trong và ngoài nước. Ngoài vai trò tập hợp, các cơ quan quản lý còn hỗ trợ các doanh nghiệp bằng các hoạt động quảng bá, giới thiệu về chương trình trên các phương tiện truyền thông (báo chí, truyền hình...), phát tờ rơi, sách cẩm nang thông tin, treo bandrole trên các tuyến đường... Ở mức độ cao hơn, các nhà quản lý còn xây dựng logo, khẩu hiệu (slogan) và thậm chí nhạc hiệu riêng cho chương trình. Việc tổ chức định kỳ trong nhiều năm liên tiếp khiến "Tháng khuyến mãi" hay "Mùa mua sắm" trở thành quen thuộc với người tiêu dùng trong và ngoài nước, đặc biệt tại các đô thị.